# Len Duncan
Leonard Duncan, detto Len (Brooklyn, 25 luglio 1911 – Lansdale, 1º agosto 1998), è stato un pilota automobilistico statunitense.

## Carriera
Corse nella categoria americana Midget dagli anni venti agli anni ottanta vincendo otto volte il campionato ARDC tra il 1955 ed il 1967.
Nella Seconda guerra mondiale ebbe l'onore di essere l'autista del Presidente Truman durante una visita in Inghilterra.
Iscritto in quattro occasioni alla 500 Miglia di Indianapolis riuscì a qualificarsi solamente nell'edizione 1954.
Tra il 1950 e il 1960 la 500 Miglia faceva parte del Campionato Mondiale, per questo motivo Duncan ha all'attivo anche un Gran Premio in Formula 1.

## Risultati in Formula 1
| 1953 | Scuderia      | Vettura   |  |    |  |  |  |  |  |  |  | Punti | Pos. |
| ---- | ------------- | --------- |  | -- |  |  |  |  |  |  |  | ----- | ---- |
| 1953 | Caccia Motors | Schroeder |  | NQ |  |  |  |  |  |  |  | 0     |      |

| 1954 | Scuderia  | Vettura   |  |     |  |  |  |  |  |  |  | Punti | Pos. |
| ---- | --------- | --------- |  | --- |  |  |  |  |  |  |  | ----- | ---- |
| 1954 | Ray Brady | Schroeder |  | Rit |  |  |  |  |  |  |  | 0     |      |

| 1955 | Scuderia  | Vettura           |  |  |    |  |  |  |  |  |  | Punti | Pos. |
| ---- | --------- | ----------------- |  |  | -- |  |  |  |  |  |  | ----- | ---- |
| 1955 | Ray Brady | Kurtis Kraft 4000 |  |  | NQ |  |  |  |  |  |  | 0     |      |

| 1956 | Scuderia  | Vettura           |  |  |    |  |  |  |  |  |  | Punti | Pos. |
| ---- | --------- | ----------------- |  |  | -- |  |  |  |  |  |  | ----- | ---- |
| 1956 | Ray Brady | Kurtis Kraft 4000 |  |  | NQ |  |  |  |  |  |  | 0     |      |

| Legenda | 1º posto     | 2º posto | 3º posto    | A punti         | Senza punti/Non class.  | Grassetto – Pole position Corsivo – Giro più veloce |
| Legenda | Squalificato | Ritirato | Non partito | Non qualificato | Solo prove/Terzo pilota | Grassetto – Pole position Corsivo – Giro più veloce |